# روز پرمشغله لوک
روز پُرمشغلۀ لوک (انگلیسی: Luke's Busy Day) یک فیلم کمدی صامت کوتاه به کارگردانی هال روچ است که در سال ۱۹۱۷ منتشر شد.

## بازیگران
- هارولد لوید
- اسناب پالرد
- ببه دنیلز
- باد جیمیسون
- سیدنی دی گری
- ارل موهان